# 2022年鐵路
此條目列出2022年發生有關鐵路運輸的事件。

## 事件

### 1月
- 1月6日：太锡铁路太子城至崇礼段通车[1]。
- 1月8日：杭台高速铁路通車[2]。
- 1月8日：受2022年青海门源地震影响，兰新铁路、干武铁路、青藏铁路、兰青铁路暂停运营数小时，兰新铁路第二双线浩门至清水北区间停用至今[3][4]。
- 1月10日：阿阿铁路通车。
- 1月11日：贵阳市域快铁开通货运。金华轨道交通金义东线金义段开通试乘。
- 1月13日：巴黎地鐵4號線南延段通車。
- 1月15日：嘉兴有轨电车T1线延长一站至嘉兴火车站。
- 1月25日：重庆轨道交通9号线一期（高滩岩站至兴科大道站）通车。

### 2月
- 2月21日：杭州地铁3号线一期、4号线二期、10号线一期通車。

### 3月
- 3月1日：郑州地铁4号线金融岛北站、金融岛南站開始运营。
- 3月12日：七間JR公司及相關合作夥伴年度改點，許多日本鐵路的變更事項集中在此日。JR北海道札沼線ROYCE' Town站開業；歌內站廢站。函館本線池田園站、流山溫泉站、銚子口站、石谷站、本石倉站廢站。根室本線糸魚澤站廢站。北上线平石站、矢美津站废站。爱之风富山铁道爱之风富山铁道线新富山口站开业。
- 3月16日：受2022年福岛地震影響，JR東日本一列由東京站開往仙台站的「山彥號」223次東北新幹線特急列車，[5]於離開福島站後而駛至白石藏王站之前的高架橋上出現列車車廂脱軌及傾側情況[6]。
- 3月19日：榛接線通車。
- 3月19日：匈塞铁路贝尔格莱德至诺维萨德段改造完毕，开通运营。
- 3月21日：波士頓輕軌綠線延長至聯合廣場站。
- 3月30日：贵阳枢纽小碧经清镇东至白云北联络线通车，贵阳市域快铁贵阳环线开通客运[7]。
- 3月31日：广州地铁22号线首通段（陈头岗－番禺广场）开通运营。

### 4月
- 4月1日：杭州地铁7号线延长至吴山广场站，9号线延长至观音塘站，5号线宝善桥站启用。
- 4月22日：黄黄高速铁路开通运营。
- 4月29日：绍兴地铁1号线（明珠广场站至芳泉站）开通运营[8][9]。
- 4月29日：福州地铁5号线一期首通段（荆溪厚屿站至螺洲古镇站）开通运营[10]。

### 5月
- 5月1日：广州地铁7号线西延段（美的大道-广州南站）开通运营[11]。
- 5月6日：東鐵綫中期翻新列車全面退役。
- 5月15日：東鐵綫延長至金鐘站。
- 5月24日：倫敦伊利莎伯線通車。
- 5月28日：首爾輕電鐵新林線通車，新盆唐線北延至新沙站。
- 5月28日：奧登塞路面電車（英语：Odense Letbane）通車。
- 5月31日：巴黎地鐵12號線延長至奧貝維埃市政府站。

### 6月
- 6月1日：因为上海新冠疫情好转，上海地铁（除2号线3个车站、11号线昆山境内3站及上海赛车场站外）恢复正常运营[12]。
- 6月4日：贵广客运专线榕江站D2809次列车发生脱线事故，动车司机遇难，8名乘员受伤。
- 6月10日：杭州地鐵3號線延長至文一西路站（武林门站、创明路站暂缓开通），3号线支线开通运营[13]。
- 6月16日：布城線部分通車。
- 6月16日：和田至若羌铁路开通[14]。
- 6月18日：重庆轨道交通4号线二期工程开通运营[15]。
- 6月20日：北京丰台站[16][17]、郑州航空港站啟用[18]。郑州地铁城郊线二期工程开通运营（3号航站楼站暂缓开通）[19][20]。济郑高速铁路濮阳东至郑州东段[21]、郑渝高速铁路襄阳东至万州北段开通[22]。京广高铁京武段开启常态化时速350公里的高标运营[23]。重庆站暂停服务，开始改造[24]。
- 6月24日：杭州地铁10号线延长至学院路站[25]。
- 6月28日：长沙地铁6号线开通[26]。
- 6月29日：昆明地铁5号线开通[27]。
- 6月30日：華沙地鐵2號線延長。

### 7月
- 7月1日：馬德里阿托查車站和馬德里查馬丁車站的標準軌隧道通車，可節省20分鐘的換軌距時間。
- 7月3日：開羅輕軌通車，來往開羅阿德利·曼蘇爾站至新行政首都以及齋月十日城。
- 7月6日：法蘭西島快速有軌電車13號線（英语：Île-de-France tramway Line 13 Express）延長。
- 7月14日：加爾各答地鐵2號線延長。
- 7月18日：倫敦地上鐵福音橡至巴金線延長至巴金河畔站。
- 7月20日：杭州地铁3号线武林门站开通运营。
- 7月22日：中缅国际铁路通道大理至瑞丽铁路大理至保山段正式开通运营。
- 7月28日：重庆轨道交通9号线宝圣湖站开通运营。
- 7月30日：北京地铁19号线北太平庄站、平安里站、太平桥站、景风门站启用[28]。

### 8月
- 8月6日：重庆市郊铁路江跳线（跳磴站至圣泉寺站）开通运营[29]。
- 8月9日：中国首条永磁磁浮技术工程试验线竣工，磁浮空轨“兴国号”投入使用。
- 8月12日：原流芳站改建为武汉东站后复办客运业务。
- 8月28日：福州地铁6号线开通运营。
- 8月30日：金华轨道交通金义东线金义段开通运营。

### 9月
- 9月1日：科契地鐵延長。
- 9月5日：厦门地铁3号线浦边站开通[30]。
- 9月6日：渝厦高速铁路益阳至长沙段正式开通运营。
- 9月12日：巴黎地鐵4號線自動化。
- 9月20日：雷恩地鐵B線开通。
- 9月22日：杭州地铁3号线延长至吴山前村站，10号线延长至黄龙体育中心站，19号线开通运营[31]，杭州地铁三期工程全网开通，合杭高铁湖州至杭州段开通运营[32]。
- 9月23日：西九州新幹線（武雄溫泉至長崎段）通車。
- 9月24日：多倫多地鐵央街－大學線自動化。
- 9月25日：西安地鐵4號線西安站正式開放[33]。
- 9月28日：广州地铁8号线彩虹桥站开通[34]，金华轨道交通金义东线义东段开放试乘。
- 9月28日：華沙地鐵2號線由 Trocka延長至Bródno。
- 9月30日：南京地鐵S8號線南延伸段通車，大連地鐵2號線北延至大連北站，鄭州地鐵6號線一期西段（贾峪站至常庄站）通車，重庆轨道交通沙坪坝站换乘通道启用。

### 10月
- 10月2日：伊斯坦堡地鐵4號線延長。
- 10月5日：高雄環狀輕軌從美術館車站延長至愛河之心站。
- 10月6日：開羅地鐵3號線延長至Kit Kat。
- 10月6日：艾哈邁達巴德地鐵紅線通車。
- 10月7日：洛杉磯軌道交通K線通車。
- 10月8日：臺灣糖業鐵路蔗埕線從蒜頭車站延長至高鐵嘉義站。
- 10月10日：雅典地鐵3號線延長至市立劇院（英语：Dimotiko Theatro metro station）。
- 10月28日：深圳地铁14号线开通运营，11号线延长至岗厦北站[35]。
- 10月28日：伊斯坦堡地鐵F4線通車。

### 11月
- 11月1日：西戶鐵路客運化改造開通。
- 11月6日：伊利沙伯線開始第一階段貫通營運。
- 11月10日：南通地鐵1號線通車營運。
- 11月13日：新加坡地鐵湯申－東海岸線第三期通車，延長至濱海灣花園地鐵站。
- 11月15日：華盛頓地鐵銀線途經華盛頓杜勒斯國際機場延長至阿什本站（英语：Ashburn station (Washington Metro)）[36]。
- 11月18日：天津地铁10号线开通[37]。
- 11月19日：舊金山中央地鐵試通車，只限周末期間營運。
- 11月26日：米蘭地鐵4號線通車。
- 11月28日：深圳地鐵6号线支线及12號線通車。
- 11月29日：南海有軌電車1號線延長至林岳东站。

### 12月
- 12月1日：宁波轨道交通2号线延長至红联站。
- 12月3日：赫爾辛基地鐵延長。
- 12月5日：南凭高速铁路南崇段开通运营。
- 12月11日：文德林根－烏爾姆高速鐵路（英语：Wendlingen–Ulm high-speed railway）通車。
- 12月11日：蘇黎世電車20號線（利馬特鐵路）通車。
- 12月11日：那格浦爾地鐵水線東段（Sitabuldi - Prajapati Nagar）通車。
- 12月12日：波士頓輕軌綠線延長。
- 12月16日：弥勒至蒙自高铁开通运营。
- 12月20日：鳳凰城天港國際機場捷運（英语：PHX Sky Train）延長至租車中心站。
- 12月23日：巴庫地鐵紫線延長。
- 12月26日：新成昆铁路峨眉至冕宁段通车，渝厦高速铁路常德至益阳段正式开通运营，青島地鐵4號線通車，合肥軌道交通5號線延長至汲橋路站。
- 12月28日：達卡地鐵6號線通車，是孟加拉第一條地鐵線。
- 12月28日：佛山地铁3号线首通段开通运营[38]，金华轨道交通金义东线义东段开通运营[39]，南京地铁1号线北延线、7号线北段开通运营[40]，台州轨道交通S1线开通运营[41]，深圳地鐵16号线[42]及坪山云巴1号线开通运营[43]，广州地铁8号线西村站投入运营[44]，黄石有轨电车开通运营[45]。
- 12月29日：银兰高速铁路中卫至兰州段开通运营；日照岚山疏港铁路正式开通运营；西安地铁6号线二期正式开通初期运营。
- 12月30日：京唐城际铁路、京滨城际铁路一期开通；兴泉铁路清流至泉州段开通运营；雪肖铁路雪峰至黄塘段开通运营；济莱高速铁路开通；重庆东环铁路全线开通运营；武汉轨道交通7号线北延线（前川线）一期、16号线二期工程开通初期运营。
- 12月30日：加爾各答地鐵3號線南段（Taratala - Joka）通車。
- 12月31日：北京地鐵16號線延長至榆树庄站[46]。